# WAP (песня)
«WAP» (акроним для Wet-Ass Pussy; в цензурной версии Wet and Gushy) — песня, записанная американской рэп-исполнительницей Карди Би при участии Megan Thee Stallion. Она была выпущена как сингл на лейбле Atlantic Records 7 августа 2020 года.

## Предыстория
В октябре 2019 года Карди Би объявила название своего предстоящего второго студийного альбома — Tiger Woods, однако позже она заявила, что пошутила. 8 апреля 2020 года она объявила, что альбом будет выпущен в 2020 году. Во время прямой трансляции в Instagram 23 мая она подтвердила, что новый сингл появится «очень, очень скоро». Когда у неё снова поинтересовались по поводу новой музыки в июне 2020 года, Карди Би ответила, что музыка уже не за горами.
3 августа 2020 года Карди Би сообщила, что песня была написана в сотрудничестве с Megan Thee Stallion, и одновременно разместила обложку песни в своих социальных сетях.
Песня стала первым релизом Карди в 2020 году, а также первым релизом Меган после инцидента со стрельбой, в котором она и Тори Ланез получили ранения от пули в ноги.

## Коммерческий успех
Сингл «WAP» дебютировал на первом месте американского основного хит-парада Billboard Hot 100, став для Карди Би её четвёртым чарттоппером (рекорд для женщин, исполняющих рэп), и вторым лидером чарта для Меган. Песня собрала 93 млн стрим-потоков, 125 тыс. цифровых загрузок и 11,6 млн радио-прослушиваний. Также трек возглавил цифровой чарт Billboard Digital Song Sales и стриминговый чарт Streaming Songs, став в них четвёртым и третьим чарттоппером Карди Би, соответственно. 93 млн стрим-потоков стали рекордными в истории для дебютной недели песни в Billboard, побив прошлый рекорд, установленный хитом «7 Rings» певицы Ariana Grande (85,3 млн). «WAP» показал лучший результат продаж после «Me!» (Тейлор Свифт, 193 тыс. копий). «WAP» также возглавил хип-хоп-чарты Billboard Hot R&B/Hip-Hop Songs и Hot Rap Songs, став для Карди Би её пятым и четвёртым чарттоппером, соответственно. Карди Би также стала первой женщиной-рэпером с хитами, возглавлявшими Hot 100 в два разных десятилетия (2010-е и 2020-е).

## Видеоклип
Колин Тилли выступил режиссёром видео. По сюжету Карди Би и Меган прогуливаются по красочному сюрреалистичному особняку, посещая различные комнаты. В особняке есть комната со змеями, леопардами и белыми тиграми. В видео появляется Кайли Дженнер, Нормани, Розалия, Mulatto, Руби Роуз и Sukihana.

## Награды и номинации
| Год  | Организация             | Награда                   | Результат | Ссылка |
| ---- | ----------------------- | ------------------------- | --------- | ------ |
| 2020 | BreakTudo Awards        | International Music Video | Ожидается | [ 13 ] |
| 2020 | MTV Video Music Awards  | Song of Summer            | Номинация | [ 14 ] |
| 2020 | MTV Europe Music Awards | Best Video                | Номинация | [ 15 ] |
| 2020 | MTV Europe Music Awards | Best Collaboration        | Номинация | [ 15 ] |
| 2020 | People's Choice Awards  | Song of 2020              | Номинация | [ 16 ] |
| 2020 | People's Choice Awards  | Music Video of 2020       | Номинация | [ 16 ] |
| 2020 | People's Choice Awards  | Collaboration of 2020     | Победа    | [ 16 ] |

## Чарты
| Чарт (2020)                           | Высшая позиция |
| ------------------------------------- | -------------- |
| Австралия (ARIA)                      | 1              |
| Франция (Australia Urban, ARIA)       | 1              |
| Австрия (Ö3 Austria Top 40)           | 8              |
| Бельгия/Фландрия (Ultratop 50)        | 14             |
| Бельгия/Валлония (Ultratop 50)        | 41             |
| Канада (Billboard Canadian Hot 100)   | 1              |
| Чехия (Singles Digitál Top 100)       | 10             |
| Франция (SNEP)                        | 35             |
| Германия (GfK)                        | 12             |
| Мир (Global 200, Billboard)           | 1              |
| Мир (Global Excl. US, Billboard)      | 3              |
| Венгрия (Single Top 40)               | 23             |
| Венгрия (Stream Top 40)               | 2              |
| Ирландия (IRMA)                       | 1              |
| Италия (FIMI)                         | 100            |
| Нидерланды (Single Top 100)           | 18             |
| Нидерланды (Tipparade)                | 3              |
| Новая Зеландия (Recorded Music NZ)    | 1              |
| Шотландия (OCC Scotland)              | 8              |
| Швеция (Sverigetopplistan)            | 6              |
| Швейцария (Schweizer Hitparade)       | 5              |
| Великобритания (OCC UK Singles)       | 1              |
| Великобритания (OCC UK Hip Hop/R&B)   | 1              |
| США (Billboard Hot 100)               | 1              |
| США (Billboard Hot R&B/Hip-Hop Songs) | 1              |
| США (Billboard Rhythmic)              | 5              |
| США (Rolling Stone Top 100)           | 1              |

## Сертификации
| Регион | Сертификация  | Продажи   |
| --- | ------------- | --------- |
| Бразилия (ABPD) | Золотой       | 20 000    |
| Канада (Music Canada) | Платиновый    | 80 000    |
| Новая Зеландия (RMNZ) | 2× Платиновый | 60 000    |
| Великобритания (BPI) | 2× Платиновый | 1 200 000 |
| США (RIAA) | Платиновый    | 1 000 000 |
| * Данные о продажах приведены только на основе сертификации. · ^ Данные о тиражах приведены только на основе сертификации. · Данные о продажах + прослушиваниях приведены только на основе сертификации. |               |           |

## История релиза
| Регион | Дата           | Формат                     | Лейбл    | Прим.  |
| ------ | -------------- | -------------------------- | -------- | ------ |
| Мир    | 6 августа 2020 | Винил                      | Warner   | [ 49 ] |
| Мир    | 6 августа 2020 | Кассета                    | Warner   | [ 50 ] |
| Мир    | 7 августа 2020 | Цифровая загрузка стриминг | Atlantic | [ 51 ] |
| Италия | 7 августа 2020 | Contemporary hit radio     | Warner   | [ 52 ] |